# Heliport Upernavik Kujalleq

i7
i11
i13
Der Heliport Upernavik Kujalleq (ICAO-Code: BGKL)ist ein Hubschrauberlandeplatz in Upernavik Kujalleq im nordwestlichen Grönland. Da er kein Abfertigungsgebäude besitzt, wird der Heliport auch als Helistop bezeichnet.

## Lage und Ausstattung
Der Heliport liegt im südlichen Teil des Dorfs, liegt auf einer Höhe von 92 Fuß und hat eine mit Gras bedeckte 20 × 20 m große quadratische Landefläche.

## Fluggesellschaften und Ziele
Der Heliport wird von Air Greenland bedient, welche regelmäßige Flüge zum Heliport Kangersuatsiaq und zum Flughafen Upernavik anbietet.